# Sainte-Anastasie (Gard)
Sainte-Anastasie é uma comuna francesa na região administrativa de Occitânia, no departamento de Gard. Estende-se por uma área de 43,64 km². Em 2010 a comuna tinha 1 736 habitantes (densidade: 39,8 hab./km²).